# Irina Osipova
Irina Osipova (25 de junho de 1981) é uma basquetebolista profissional russa.

## Carreira
Irina Osipova integrou a Seleção Russa de Basquetebol Feminino, em Londres 2012, que terminou na quarta colocação.